# Vincenzo Federici
Vincenzo Federici (ur. 1764 w Pesaro, zm. 26 września 1826 w Mediolanie) – włoski kompozytor.

## Życiorys
W młodości uczył się gry na klawesynie, w zakresie kompozycji pozostał autodydaktą. Jego nauczycielem mógł być Angelo Gadani. W wieku 16 lat wyjechał do Londynu. Był maestro al cembalo w londyńskiej Opera Italiana, na potrzeby której pisał i aranżował opery włoskie. Działał także w King’s Theatre. W 1802 roku opuścił Londyn i wyjechał do Mediolanu. Od 1808 roku był wykładowcą harmonii i kontrapunktu w konserwatorium mediolańskim, od 1825 roku pełnił funkcję cenzora tej uczelni.
Skomponował m.in. opery L’Olimpiade (wyst. Turyn 1789), L’usurpator innocente (wyst. Londyn 1790), Castore e Polluce (wyst. Mediolan 1803), Oreste in Tauride (wyst. Mediolan 1804), Sofonisba (wyst. Turyn 1805), Idomeneo (wyst. Mediolan 1806), La conquista delle Indie orientali (wyst. Turyn 1808), Ifigenia in Aulide (wyst. Mediolan 1809), pisał ponadto balety, kantaty, arie, sinfonie i uwertury orkiestrowe.